# 藤井寛子
 藤井 寛子（ふじい ひろこ、現姓：下川、1982年10月18日 - ）は、奈良県生駒市出身の元卓球選手。四天王寺中学校・高等学校から淑徳大学を経て日本生命へ入社。チームメートの若宮三紗子と組む全日本卓球選手権女子ダブルスで、2009年度から2012年度まで4連覇した。
妹の藤井優子も同じく卓球選手。

## 来歴
四天王寺中学校・高等学校在籍の頃から常に安定した力を発揮し、藤沼亜衣・樋浦令子らとともにチームのインターハイ学校対抗6連覇に貢献する。淑徳大学に進学すると早くからチームの主軸になり、特に全日本大学対抗卓球選手権では在学4年間すべて優勝し、チームとしてもこの大会5連覇を達成する。パワーのある両ハンドドライブが魅力の選手。サーブは主にバックハンドサーブを使う。
大学4年で迎えた2003年度の全日本卓球選手権では女子シングルスの部で決勝まで進出し、ゲームカウント3-2とリードした第6ゲームでは10-8とマッチポイントまで握るが、その後平野早矢香に逆転を許し準優勝に終わる。
日本生命入社後は、チームの柱として日本卓球リーグ常勝集団を支える。2007年度の全日本卓球選手権で再び決勝に進み平野早矢香とのリベンジマッチに臨んだが破れ、2度目の準優勝となる。
2009年度の全日本卓球選手権では女子ダブルスの部で若宮三紗子と組み、ノーシードながら優勝した。
2010年度の全日本卓球選手権女子シングルでは3度目となる決勝に進むが石川佳純の前に敗れて準優勝。翌日のダブルスでは決勝に進出し2連覇を達成した。
2011年度、2012年度の全日本卓球選手権女子ダブルスも優勝、いずれも若宮とのペアで大会史上最多タイ記録となる4連覇を達成した。
2013年度の全日本卓球選手権女子ダブルスでは5連覇を目指したが準々決勝で敗退。この大会を最後に競技生活から引退した。
現在は卓球指導者となり、2014年の世界ジュニア選手権では日本ジュニア女子代表のサポートコーチとして帯同している。なお、現役引退後に結婚したために苗字が「下川」に変わっており、2015年度から日本卓球協会アスリート委員会副委員長を務めている。
2019年度から、女子ホープスナショナルチームのヘッドコーチを務める。
2020年東京オリンピックでは卓球種目のテレビ解説を務めた。
東京都内の卓球スクール『Tortoise』を運営、コーチを務めている。

## 主な戦績
1996年
- 全日本卓球選手権大会カデットの部 14歳以下女子シングルス 優勝

1999年
- 平成11年度全日本卓球選手権大会 ジュニア女子シングルス 優勝

2003年
- 平成15年度全日本卓球選手権大会 女子団体 優勝（淑徳大学）

2004年
- 平成15年度全日本卓球選手権大会 女子シングルス 準優勝

2005年
- 第10回ジャパントップ12卓球大会 女子シングルス 優勝
- 全日本学生卓球選手権 女子シングルス　優勝

2007年
- 平成18年度全日本卓球選手権大会 女子シングルス 準優勝、女子ダブルス 優勝（金沢咲希ペア）

2008年
- 第49回世界卓球選手権（広州大会）団体戦3位

2010年
- 平成21年度全日本卓球選手権大会 女子ダブルス 優勝（若宮三紗子ペア）
- 第16回アジア競技大会（広州大会）女子ダブルス 銅メダル（若宮三紗子ペア）

2011年
- 平成22年度全日本卓球選手権大会 女子シングルス 準優勝、女子ダブルス 優勝（若宮三紗子ペア）（二連覇）
- 荻村杯国際卓球選手権大会 女子ダブルス 優勝（若宮三紗子ペア）
- 第45回全日本社会人卓球選手権 女子シングルス 優勝
- 第16回ジャパントップ12卓球大会 女子シングルス 優勝

2012年
- 平成23年度全日本卓球選手権大会 女子ダブルス 優勝（若宮三紗子ペア）（三連覇）
- 荻村杯国際卓球選手権大会 女子ダブルス 優勝（若宮三紗子ペア）
- 第46回全日本社会人卓球選手権 女子シングルス 優勝（二連覇）

2013年
- 平成24年度全日本卓球選手権大会 女子ダブルス 優勝（若宮三紗子ペア）（四連覇）

## テレビ番組
- みらいのつくりかた 世界卓球代表・藤井寛子（2013年5月2日、テレビ東京）[7]
- 卓球ジャパン! 復活Ｖ！！平野美宇特集（2023年1月21日、BSテレ東）※解説:藤井寛子（日本代表女子ホープス　ヘッドコーチ）[8]
- 卓球ジャパン! 木原美悠選手SP スタジオゲストに登場！（2023年2月18日、BSテレ東）※解説:藤井寛子（ホープスナショナルチームコーチ）[9]